# Kanako's Best Selection
『Kanako’s Best Selection』（カナコース・ベスト・セレクションン）は、星野奏子の1枚目のベストアルバム。2013年5月1日にHIGH KICK Recordsから発売された。

## 概要
- 前作『Articulation』以来、約2年ぶりとなるリリース。
- 本作は、星野奏子にとって初のベストアルバムであり、収録曲は本人自らセレクトしたものである[1]。また、所属していたハイキックエンタテインメントからリリースされる最後の作品でもある。
- 本作には、2枚のスタジオ・アルバムからの楽曲に加え、デジタル・シングル「Diamond snow ～きっとまた逢える～」も収録されている[2]。『beatmania IIDX』シリーズに提供された楽曲は収録されていない。
- アルバムの収録曲である「マドンナレディ」「COLORS」「LOVE MAGIC」がiOS/Android対応スマートフォンアプリ『jubeat plus』にも提供された。

## 収録曲
| #         | タイトル                                                     | 作詞         | 作曲         | 編曲         | 時間  |
| --------- | ------------------------------------------------------------ | ------------ | ------------ | ------------ | ----- |
| 1.        | 「マドンナレディ」                                           | 松尾祐輔     | 松尾祐輔     | 楊慶豪       | 4:12  |
| 2.        | 「トゲノマユ」                                               | 前田たかひろ | 生田真心     | kors k       | 4:48  |
| 3.        | 「COLORS」                                                   | 生田真心     | 星野奏子     | 楊慶豪       | 4:37  |
| 4.        | 「Diamond snow ～きっとまた逢える～」                        | 星野奏子     | 神保トモヒロ | 神保トモヒロ | 4:14  |
| 5.        | 「人魚」                                                     | 星野奏子     | TAKKRATTS    | 原田ナオ     | 4:51  |
| 6.        | 「蒼の太陽 ～その先にある未来～」                            | 星野奏子     | nKm          | 生田真心     | 3:58  |
| 7.        | 「蛍火」                                                     | 星野奏子     | 星野奏子     | QuinN        | 5:46  |
| 8.        | 「LOVE MAGIC」                                               | Akiko Noda   | 浜崎祐司     | QuinN        | 5:06  |
| 9.        | 「Hey! Boys & Girls」                                        | 辻純更       | 柳田しゆ     | 柳田しゆ     | 4:05  |
| 10.       | 「蒼の太陽 ～その先にある未来～」(Vision of the Future Ver.) | 星野奏子     | nKm          | QuinN        | 4:24  |
| 11.       | 「人魚」(Deep Sea Ver.)                                      | 星野奏子     | TAKKRATTS    | QuinN        | 4:13  |
| 合計時間: | 合計時間:                                                    | 合計時間:    | 合計時間:    | 合計時間:    | 50:14 |